# Maltypus kamjeensis
Maltypus kamjeensis es una especie de coleóptero de la familia Cantharidae.

## Distribución geográfica
Habita en Bután.